# Marmontova ulica

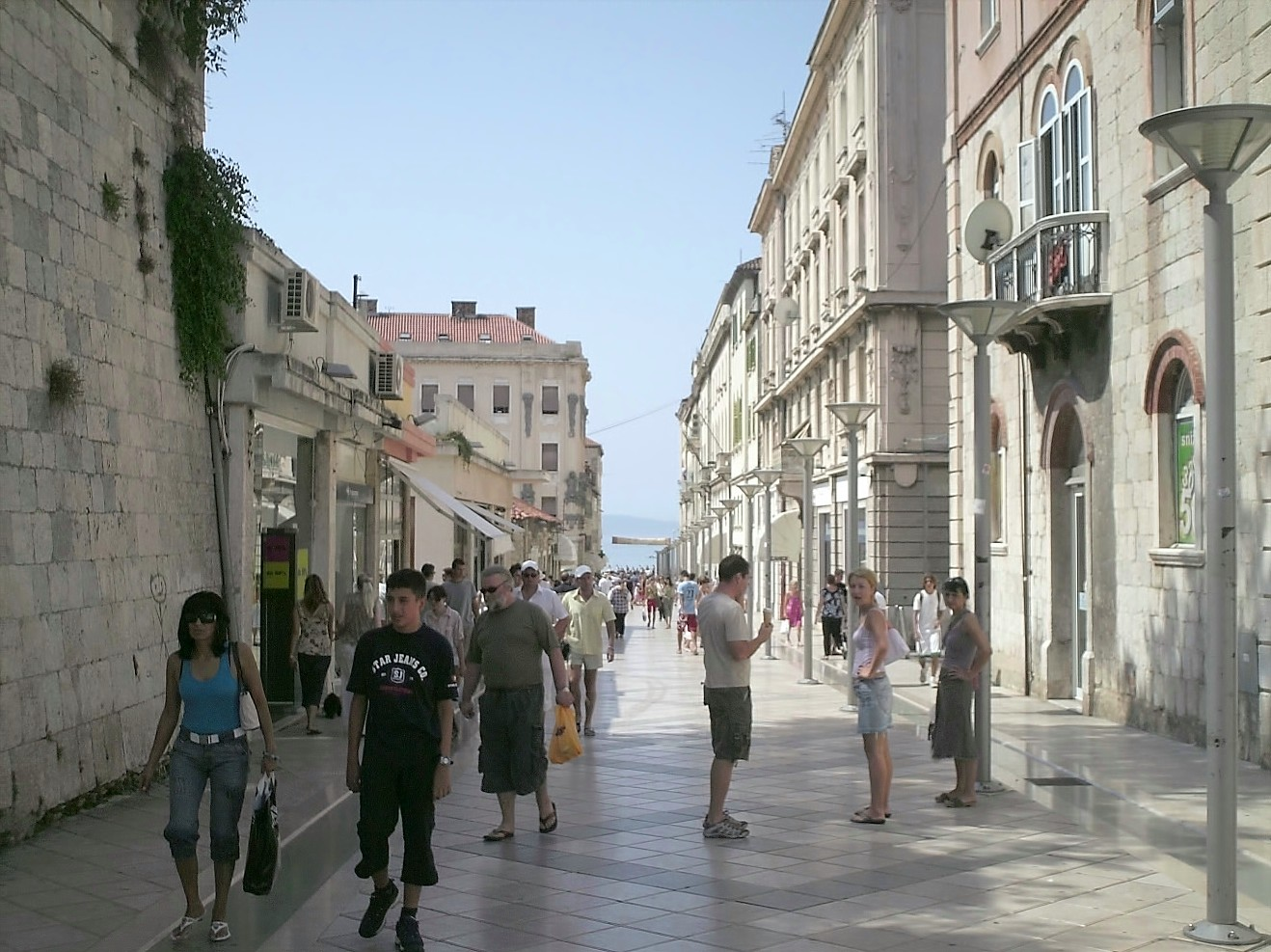
Die Marmontova Straße mit Blick in Richtung Hafen.

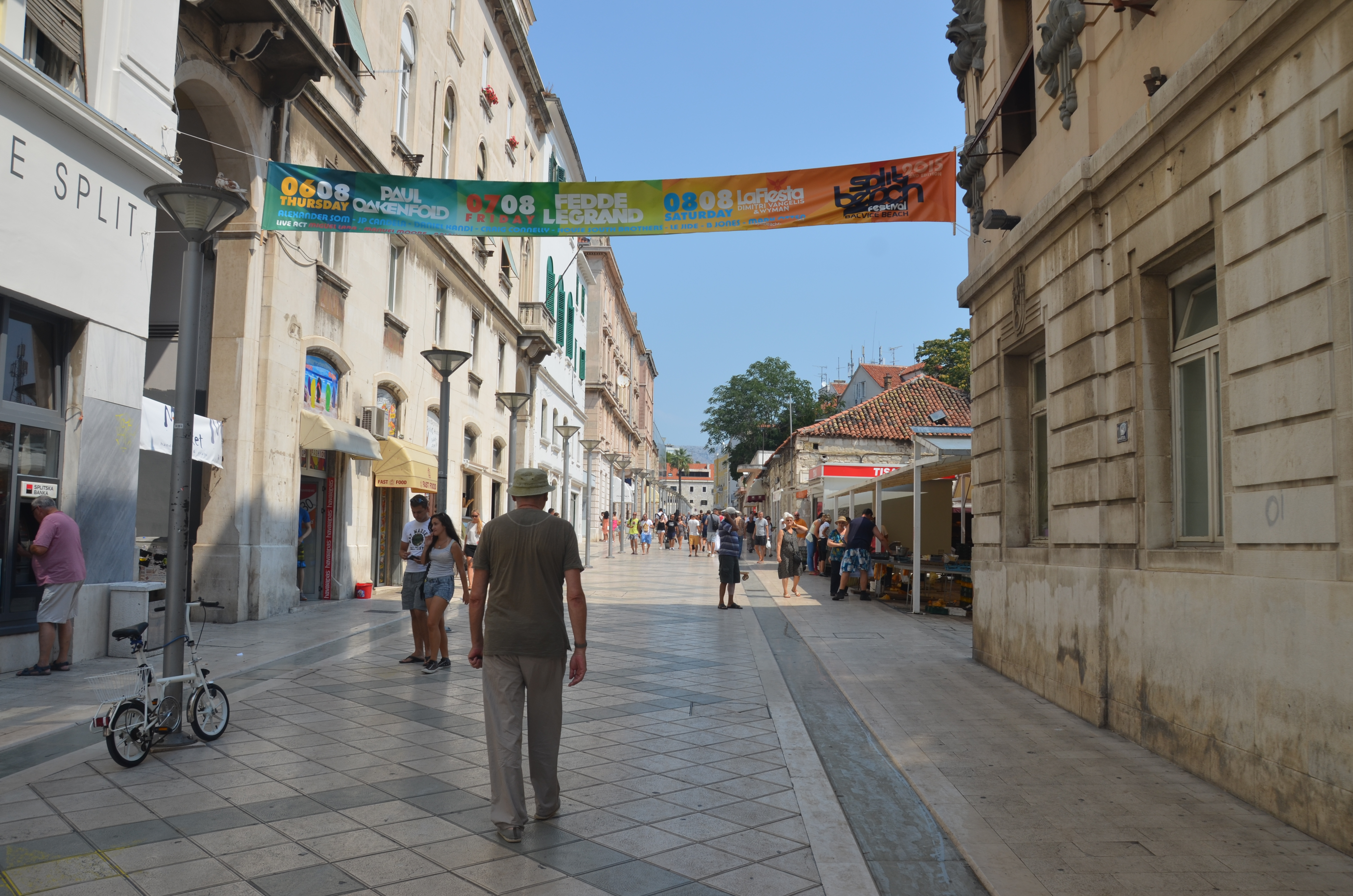
Blick in nördlicher Richtung mit der Alliance Francaise de Split (vorne links) und dem Fischmarkt (Mitte rechts).

Die Marmontova ulica (kroatisch für Marmontova Straße bzw. auch Marmontstraße) ist die historisch bedeutendste Einkaufsstraße in der kroatischen Hafenstadt Split und seit 1996 eine Fußgängerzone.

## Lage und besondere Orte
Die Straße beginnt im Süden an der Uferpromenade Riva und verläuft in nördlicher Richtung, wo sie am Übergang zur Trg Gaje Bulata an der Sinjska ulica endet. An dem kleinen Platz nördlich der Marmontova Straße befindet sich das Kroatische Nationaltheater. 
Im Süden der Straße befindet sich an der ersten östlichen Abzweigung zur Neretvanska ulica der Fischmarkt, der durch die dort vorhandenen Schwefelquellen ideal vor Mücken geschützt ist. Auf der gegenüberliegenden Seite der Marmontova Straße wurde 1922 die Stadtbibliothek und der Lesesaal für Frankophilie eröffnet, der sich in Form der heutigen Alliance Francaise de Split erhalten hat.

## Namensherkunft
Die Straße wurde nach dem französischen Maréchal d’Empire Auguste Frédéric Louis Viesse de Marmont benannt, der zu Beginn des 19. Jahrhunderts die Befehlsgewalt über Split hatte und zahlreiche bauliche Maßnahmen anstieß, wozu auch die Errichtung dieser Straße gehörte, die später nach ihm benannt wurde.